# Saxifraga sendaica
Saxifraga sendaica är en stenbräckeväxtart som beskrevs av Carl Maximowicz. Saxifraga sendaica ingår i Bräckesläktet som ingår i familjen stenbräckeväxter. Inga underarter finns listade i Catalogue of Life.